# TSG Balingen
Turn- und Sportgemeinschaft Balingen von 1848 e.V. é uma agremiação esportiva alemã, fundada em 1848, sediada em Balingen, no estado de Baden-Württemberg. Com mais de 1.800 membros, é o maior clube desportivo da cidade e tem departamentos para atletismo, basquete, esgrima, fistball, ginástica, handebol, judô e karatê, bem como diversos programas orientados para a saúde pessoal.
Em 2002, a equipe de handebol se fundiu com o TV Weilstetten HBW Balingen-Weilstetten. O time agora joga na Handball-Bundesliga.

## História
As origens do clube se voltam ao século XIX quando foi formado um clube de ginástica. Já o time de futebol se fez notar, somente em meados dos anos 1990, ao avançar para a Verbandsliga Württemberg (V), em 1995.
Depois de duas vezes terminando como vice-campeão da Verbandsliga, não conseguindo avançar à Oberliga Baden-Württemberg (IV), em play-offs subsequentes, o TSG , finalmente, conquistou o título da liga, em 2008, e garantiu um lugar no quinto nível, após a introdução da 4. Liga.

## Títulos
- Verbandsliga Württemberg: Campeão: 2008;
- Vice-campeão: (2) 2005, 2006;

## Cronologia recente
A recente performance do clube:
| Temporada | Divisão                    | Módulo | Posição |
| 1999–2000 | Verbandsliga Württemberg   | V      | 7ª      |
| 2000–01   | Verbandsliga Württemberg   | V      | 3ª      |
| 2001–02   | Verbandsliga Württemberg   | V      | 7ª      |
| 2002–03   | Verbandsliga Württemberg   | V      | 12ª     |
| 2003–04   | Verbandsliga Württemberg   | V      | 7ª      |
| 2004–05   | Verbandsliga Württemberg   | V      | 2ª      |
| 2005–06   | Verbandsliga Württemberg   | V      | 2ª      |
| 2006–07   | Verbandsliga Württemberg   | V      | 5ª      |
| 2007–08   | Verbandsliga Württemberg   | V      | 1ª ↑    |
| 2008–09   | Oberliga Baden-Württemberg | V      | 3ª      |
| 2009–10   | Oberliga Baden-Württemberg | V      | 10ª     |
| 2010–11   | Oberliga Baden-Württemberg | V      | 10ª     |
| 2011–12   | Oberliga Baden-Württemberg | V      | ª       |